# コソボ防護隊
コソボ防護隊（アルバニア語:Trupat e Mbrojtjes së Kosovës）は、コソボの文民による緊急事態対応機関である。
コソボ防護隊は1999年9月21日に、国際連合コソボ暫定行政ミッション（UNMIK）の命令1999/8、および防護隊の活動範囲を定めた「諸原則の覚書」の合意に基づいて設置された。防護隊の成員の大部分は、解体されたコソボ解放軍の元兵士であった。

## 歴史
1999年のコソボ紛争が終結し、北大西洋条約機構（NATO）主導のKFORが展開を始めると、新しい体制の下でのコソボ解放軍の位置づけを再定義する必要が生じた。1999年6月に議決された国際連合安全保障理事会決議1244ではコソボ解放軍の武装解除も決定されていた。これに従って、6月にKFOR指揮官のマイク・ジャクソンと、コソボ解放軍の総指揮官でコソボ共和国暫定首相であったハシム・サチとの間で、コソボ解放軍の武装解除と改組について合意された。
コソボ解放軍の武装解除に伴って、1999年9月にはコソボ担当国際連合事務総長特別代表（SRSG）のベルナール・クシュネルは、コソボ防護隊の創設を定めた命令1999/8に署名し、引き続いてコソボ防護隊の指揮官とKFORの指揮官の間で「諸原則の合意」が結ばれた。
これらに引き続き、国際移住機関（IOM）は、7月23日から11月31日にかけて、コソボ解放軍の兵士の登録を推進した。国際移住機関の文書によると、登録を受けた兵士は全部で25,723人であった。

## 責務

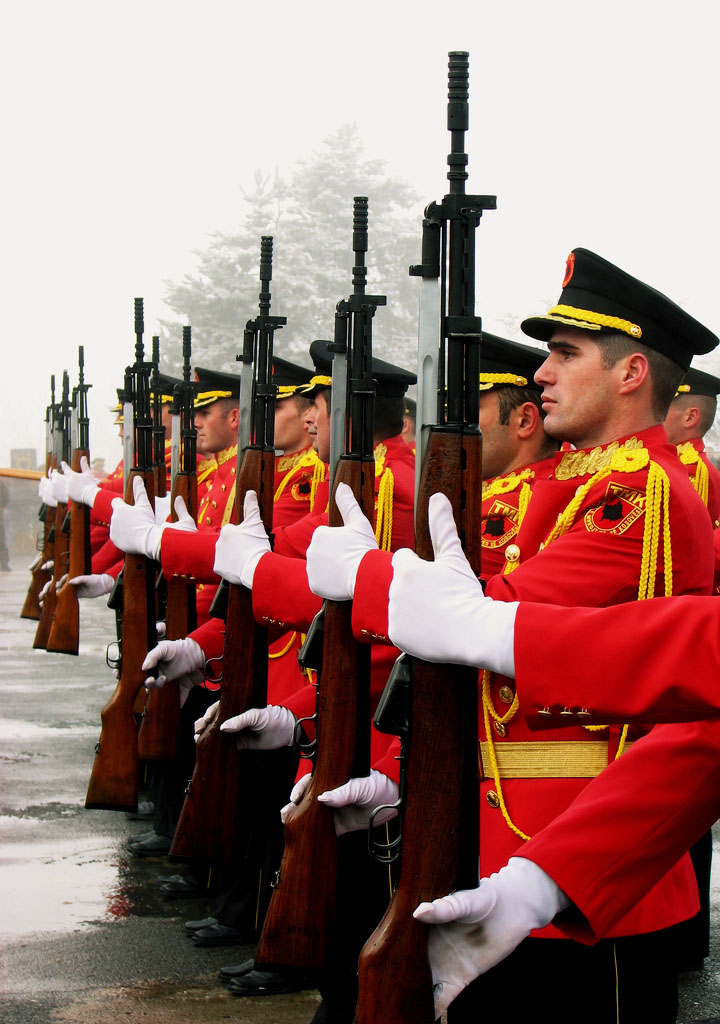
M59/66を装備した儀仗隊

UNMIK命令1999/8では、コソボ防護隊の責務を以下のように定めている:
- 火災、産業事故、毒物流出に対する災害対策能力を提供する;
- 捜索と救出の任務に従事する;
- 人道支援を提供する;
- 地雷除去を支援する;
- インフラストラクチャーと共同体の復興に寄与する;

コソボ防護隊は防衛、法執行、暴動鎮圧、域内治安維持や、その他のいかなる法秩序に関する任務を負わない。コソボにおける国際連合機関の長である国際連合事務総長コソボ特別代表は、コソボ防護隊に対して命令を執行し、資金を拠出し、統治権を行使する。NATOが主導するKFORの指揮官は、コソボ防護隊の日常業務を監督する。
コソボ防護隊の初の最高司令官に就任したのは、元コソボ解放軍の軍事部門の指揮官で後に2006年からコソボの首相となったアギム・チェク（Agim Çeku）であった。元コソボ解放軍の指揮官のスュレイマン・セリミ中将が最後の最高司令官となった。
コソボ防護隊は、地域ごとに6つの防護管区に別れ、それぞれに地域指揮官が置かれた。2001年には、それぞれの管区、および中央の直轄下に、あわせて7つの爆発物処理班が設置された。コソボ防護隊は、その創設時から職権乱用は軍紀の乱れが指摘され続けてきた。2001年6月には、複数のコソボ防護隊の隊員が、マケドニア共和国で発生したマケドニア紛争を引き起こした民族解放軍に支援を与えた疑いで職を解かれている。
コソボは長年にわたって、コソボで多数派を占めるアルバニア人とセルビアとの間で政治的・領土的問題の対象となってきた。アルバニア人の多くはコソボ防護隊を将来の独立国コソボの軍の中核を担うものと期待していた。2006年から始まったコソボの最終的な地位を決定するコソボ地位プロセスの中で、2007年に国際的な監督下でのコソボの独立が提案されたが、これは国際連合安全保障理事会の承認を得られなかった。この案では、コソボ防護隊の1年以内の解体と軽武装のコソボ治安部隊の創設を求めていた。
2008年、コソボの一方的な独立宣言の後、コソボ治安部隊への移行のため、コソボ防護隊は任務終了へと向かった。新たに創設されたコソボ治安部隊は、爆発物処理や民間緊急事態への対応の任務を担うものとされた。コソボ治安部隊への入隊は新たな隊員登録を要し、コソボ防護隊の隊員に自動的なコソボ治安部隊への採用を保障するものではない。
2007年時点で、コソボ治安部隊は5,052人の隊員を擁し、その予算は1760万ユーロであり、コソボの域内総生産の0.79%であった。